# With You (bài hát của Mariah Carey)
"With You" là bài hát của nữ ca sĩ kiêm sáng tác nhạc người Mỹ Mariah Carey, nằm trong album phòng thu thứ mười lăm sắp ra mắt của cô, Caution. Được sáng tác bởi chính Carey cùng Dijon McFarlane (DJ Mustard). Bài hát được phát hành ngày 4 tháng 10 năm 2018 bởi hãng đĩa Epic Records như là đĩa đơn đầu tiên trích từ album.